# オータム・ゴールド・カーリング・クラシック
オータム・ゴールド・カーリング・クラシック (英語: Autumn Gold Curling Classic) は、カナダ・アルバータ州カルガリーで毎年10月に開催されている女子カーリング大会。ワールドカーリングツアーの大会のひとつ。2006-07年シーズンから2014-15年シーズンまでは旧グランドスラムとして構成されていた。現行のツアーでは最古の大会である。

## 概要
1978年に開始し、2006-07年シーズンよりグランドスラムに追加された。2014-15年シーズンをもってグランドスラムのラインナップから削除され、レギュラーツアーのひとつとなった。

## スポンサー
- ラバット (1987 – 1990)
- ハスキー・オイル（英語版） (1991 – 2002)
- トライアル・アプライアンス (2003 – 2009)
- カーラーズ・コーナー (2010 – )

## 結果
| 開催年                                                           | 優勝スキップ                                             | 準優勝スキップ                                           | 賞金総額 (CAD)                                           |
| ---------------------------------------------------------------- | -------------------------------------------------------- | -------------------------------------------------------- | -------------------------------------------------------- |
| 1978                                                             | ドレンダ・シェーンハルス                                 | マルジュ・ミッチェル                                     | $10,500                                                  |
| 1979                                                             | クリスタル・ブルーナス                                   | スーザン・ザイツ                                         |                                                          |
| 1980                                                             | ケリーリン・リチャード                                   | ジョアン・ハート                                         |                                                          |
| 1981                                                             | キャシー・ファールマン                                   | リンダ・サンダース                                       | $15,000                                                  |
| 1982                                                             | ルビー・ソーウィンスキー                                 | キャシー・ファールマン                                   |                                                          |
| 1983                                                             | エミリー・ファーナム                                     | ジュディ・ルコウィッチ                                   | $15,000                                                  |
| 1984                                                             | サンディー・ターナー                                     | メリリン・チェイン                                       | $15,000                                                  |
| 1985                                                             | マリリン・ボド                                           | サンディー・ターナー                                     | $20,000                                                  |
| 1986                                                             | マリリン・ボド                                           | キャシー・ファールマン                                   | $20,000                                                  |
| ラバット・カーリング・クラシック                                 |                                                          |                                                          |                                                          |
| 1987                                                             | ヤン・ウィルツェン                                       | サンドラ・ライズブロー                                   |                                                          |
| 1988                                                             | ミシェル・シュナイダー                                   | キャロル・デイヴィス                                     |                                                          |
| 1989                                                             | ケリーリン・リチャード                                   | サンディー・ターナー                                     |                                                          |
| 1990                                                             | シェリル・バーナード                                     | リンダ・ワイルド                                         | $22,000                                                  |
| ハスキー・オイル・カーリング・クラシック                         |                                                          |                                                          |                                                          |
| 1991                                                             | サンドラ・ピーターソン                                   | ダイアン・フォスター                                     |                                                          |
| 1992                                                             | ミシェル・シュナイダー                                   | デブ・シャーマック                                       | $25,000                                                  |
| 1993                                                             | シェリー・シューリッヒ                                   | グレニス・バッカー                                       | $26,000                                                  |
| 1994                                                             | ミシェル・シュナイダー                                   | エリサベト・ヨハンソン                                   | $26,000                                                  |
| 1995                                                             | エリサベト・グスタフソン                                 | グレニス・バッカー                                       |                                                          |
| 1996                                                             | シャノン・クレイブリンク                                 | ケリー・オーウェン                                       |                                                          |
| 1997                                                             | ヘザー・ランキン                                         | シェリル・カルマン                                       | $33,000                                                  |
| 1998                                                             | キム・ジェラード                                         | アンバー・ホーランド                                     |                                                          |
| 1999                                                             | キャシー・ボースト                                       | ブロンウェン・サンダース                                 |                                                          |
| 2000                                                             | アンバー・ホーランド                                     | シャノン・クレイブリンク                                 |                                                          |
| 2001                                                             | キャシー・キング                                         | シェリル・バーナード                                     |                                                          |
| 2002                                                             | ヘザー・ネドヒン                                         | シェリル・バーナード                                     | $48,000                                                  |
| トライアル・アプライアンス・レディース・クラシック               |                                                          |                                                          |                                                          |
| 2003                                                             | シェリー・アンダーソン                                   | キャシー・キング                                         | $46,000                                                  |
| 2004                                                             | ステファニー・ロートン                                   | シェリル・バーナード                                     | $55,000                                                  |
| 2005                                                             | ジェン・ハンナ                                           | ジャン・ベッカー                                         | $55,000                                                  |
| 2006                                                             | ケリー・スコット                                         | クリスタル・ウェブスター                                 | $51,000                                                  |
| 2007                                                             | ジェニファー・ジョーンズ                                 | シャノン・クレイブリンク                                 | $55,000                                                  |
| 2008                                                             | シャノン・クレイブリンク                                 | シェリル・バーナード                                     | $55,000                                                  |
| 2009                                                             | ジェニファー・ジョーンズ                                 | 王氷玉                                                   | $55,000                                                  |
| カーラーズ・コーナー・オータム・ゴールド・カーリング・クラシック |                                                          |                                                          |                                                          |
| 2010                                                             | 王氷玉                                                   | デジレ・オーウェン                                       | $52,000                                                  |
| 2011                                                             | キャシー・オーバートン                                   | エイミー・ニクソン                                       | $60,000                                                  |
| 2012                                                             | シェリー・ミッドオー                                     | レイチェル・ホーマン                                     | $54,000                                                  |
| 2013                                                             | イヴ・ミュアヘッド                                       | 王氷玉                                                   | $50,000                                                  |
| 2014                                                             | ジェニファー・ジョーンズ                                 | レイチェル・ホーマン                                     | $50,000                                                  |
| 2015                                                             | レイチェル・ホーマン                                     | チェルシー・キャリー                                     | $50,000                                                  |
| 2016                                                             | キャシー・シャイデガー                                   | ジェニファー・ジョーンズ                                 | $50,000                                                  |
| 2017                                                             | レイチェル・ホーマン                                     | ニナ・ロス                                               | $50,000                                                  |
| 2018                                                             | ケリー・エイナーソン                                     | ジェニファー・ジョーンズ                                 | $50,000                                                  |
| 2019                                                             | ケリー・エイナーソン                                     | シェリル・バーナード                                     | $44,000                                                  |
| 2020                                                             | 新型コロナウイルス感染症（COVID-19）拡大の影響により中止 | 新型コロナウイルス感染症（COVID-19）拡大の影響により中止 | 新型コロナウイルス感染症（COVID-19）拡大の影響により中止 |
| 2021                                                             | タビタ・ピーターソン                                     | 藤澤五月                                                 | $44,000                                                  |
| 2022                                                             | キム・ウンジ                                             | ミシェル・イェギ                                         | $44,000                                                  |
| 2023                                                             | キム・ウンジ                                             | 中村澪里                                                 | $44,000                                                  |
| 2024                                                             | キム・ウンジ                                             | 王芮                                                     | $45,000                                                  |